# 15434 Mittal
A 15434 Mittal (ideiglenes jelöléssel 1998 VM25) a Naprendszer kisbolygóövében található aszteroida. A LINEAR projekt keretében fedezték fel 1998. november 10-én.